# 大久保幸三
大久保 幸三（おおくぼ こうぞう、1969年10月1日 - ）は、日本のプロアングラー(プロ釣り師)。大阪市出身。血液型はO型。既婚。愛称はKOZ。

## 人物
ビッグフィッシュハンターとして世界中の巨大魚を追い求める。年間釣行は国内外問わず250日以上、特にGT(ロウニンアジ)釣りでは、ゲームフィッシングにおいて世界最大レベルの70kgを含む大型サイズの実績多数。ロウニンアジには思い入れが強く、釣り専門誌に｢魚強への想い｣として定期的に執筆。ロウニンアジの造語として｢魚強｣(魚へんに強い)を創作し、登録商標としている。またライギョハンターとしても有名で、多くのライギョ釣り映像作品をリリースするなど実績多数。尊敬するアングラーはバスプロ 菊元俊文。
世界中を釣り歩く傍ら、多くの釣り専門雑誌に執筆し、フィッシング無料動画サイトで釣り番組｢SUPER STRIKE｣を定期的に配信。釣具メーカーのアドバイザーとしてKOZシリーズの釣り竿やルアーをプロデュース。大阪湾を拠点とするルアー船｢フルコンタクト｣のフィッシングガイドとしても活動している。
釣り竿を口に咥えて写真におさまるポーズは、大久保幸三の釣果写真でよく見られることから、氏の愛称を用いてKOZスタイルと呼ばれる。このポーズは大久保幸三のステッカーにイラスト化して使用されておりトレードマークにもなっている。
趣味は空手。極真会館や白蓮会館でフルコンタクト空手の稽古に励み、現在は極真空手(松井派)の茶帯。白蓮会館所属の軽量級チャンピオン福地勇人や重量級チャンピオンの内藤貴継は釣り仲間でもある。

## 出演作品

### VHS
- LEGEND (2003年9月17日、株式会社アピス)
- LEGEND2 ブリブリ伝説 (2004年5月19日、株式会社アピス)

### DVD
- 大久保幸三 ライギョライギョ (2003年制作、アルバン株式会社)
- LEGEND3 雷魚伝説 (2004年7月23日、株式会社アピス)
- LEGEND4 雷魚伝説2 (2005年11月22日、株式会社アピス)
- LEGEND5 GT最強伝説2 (2006年10月3日、株式会社アピス)
- LEGEND6 雷魚伝説3 (2007年1月15日、株式会社アピス)
- LEGEND7 鯰伝説 (2008年9月12日、株式会社アピス)
- LEGEND8 パプアンバス伝説（2010年5月15日、株式会社アピス）
- LEGEND9 雷魚伝説4（2010年8月2日、株式会社アピス）
- LEGEND10 鯰伝説2（2011年4月28日、株式会社アピス）

## 出演番組
- SUPER STRIKE (アピスTV)

## 雑誌・連載
- 魚強への想い (ソルトワールド、枻出版社)
- 大久保幸三フックの哲学 (ソルティ、アトリエ・ボイル)
- 一級磯でハズさないキジハタゲームのカギ (ロックフィッシュマガジン、地球丸)
- スリリング！土佐の離島 (ロックフィッシュ地獄、つり人社)
- 幸三流 必釣チヌ・キビレゲーム (クロダイルアー 最強攻略、コスミック出版)
- 大久保幸三 タフコンのライギョ攻略 (釣り東北＆新潟、デーリー東北)
- ベイトパターンMagic! ブレードチューンの絶大威力と魅惑のオリーブ島 (黒鯛×チヌ最前線2017、つり人社)
- 沖縄本島のGTゲーム (ルアーフィッシング 遠征ガイド、枻出版社)

## スポンサー
- 株式会社スミス
- シマノ
- DECOY
- VARIVAS
- カーメイト
- タレックス
- Anglers-Dsign
- StreamTrail
- HAMMERHEAD
- MADNESS
- Barkley

## その他
ものまねタレントくじらのネタのレパートリーに巨大魚ハンター 大久保幸三のものまねがあり、キャッチフレーズは「1kgの魚を笑う者は1kgの魚に泣く」